# Гуменюк Максим Сергійович
Максим Сергійович Гуменюк (нар. 1 лютого 1999, Кузнецовськ, Рівненська область, Україна) — український футболіст, нападник львівських «Карпат».